# Spitalkirche St. Elisabeth (Scheßlitz)

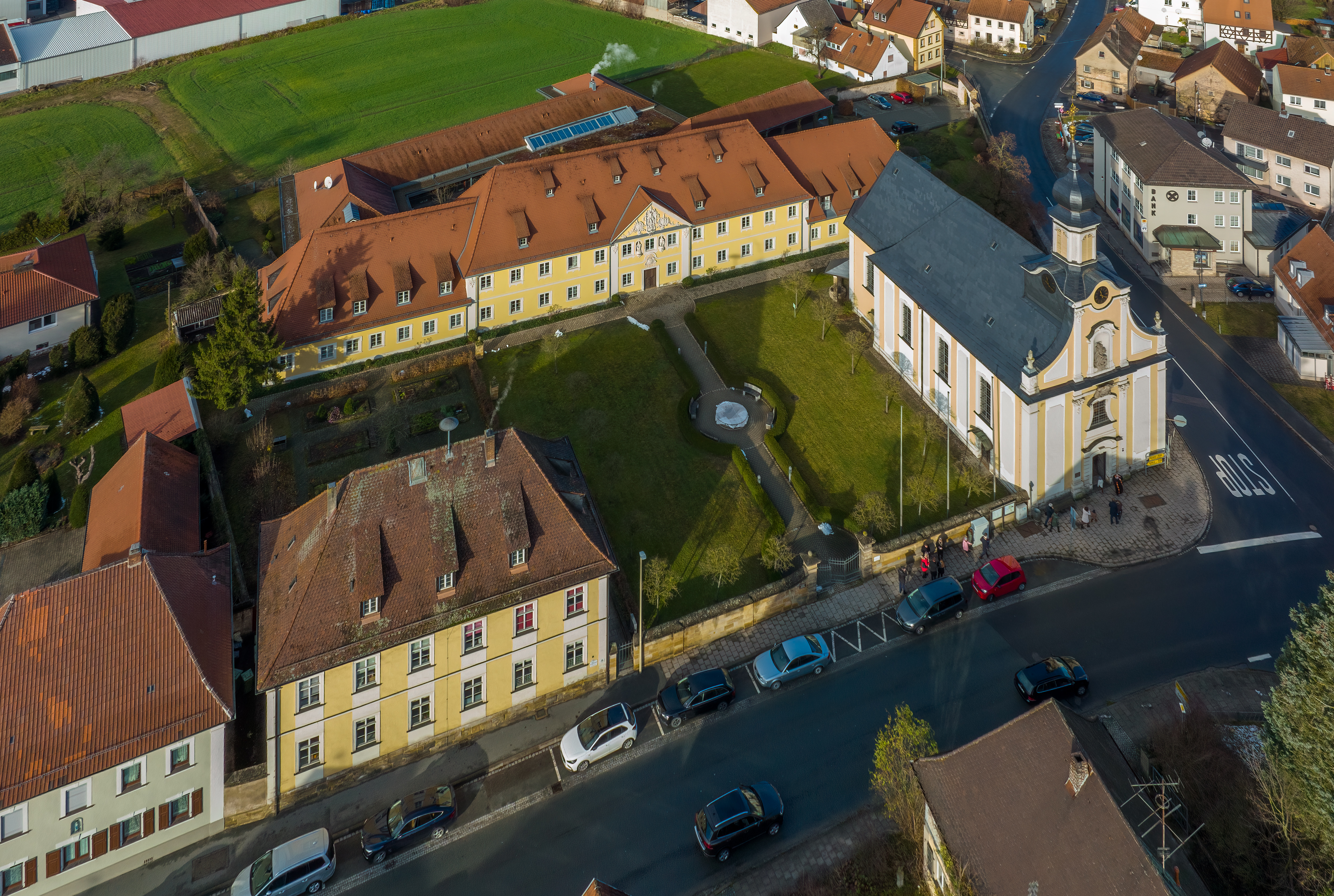
Spitalkirche St. Elisabeth (Scheßlitz)

Die römisch-katholische, denkmalgeschützte, der Elisabeth von Thüringen gewidmete Spitalkirche St. Elisabeth befindet sich in Scheßlitz, einer Stadt im oberfränkischen Landkreis Bamberg (Bayern). Das Gotteshaus gehört zu dem von Fürstbischof Lamprecht von Brunn 1395 gestifteten Elisabethenspital, das seit 1964 der Stadt Scheßlitz gehört. Die Kirche wird auch von der evangelischen Kirchengemeinde genutzt.

## Beschreibung
Die barocke Saalkirche wurde 1765–69 nach einem Entwurf von Johann Jakob Michael Küchel gebaut. Sie besteht aus einem Langhaus, das mit einem Satteldach bedeckt ist, aus dem sich im Westen ein quadratischer, mit einer Zwiebelhaube bedeckter Dachreiter erhebt, einem eingezogenen, dreiseitig geschlossenen Chor im Westen und einem Fassadenturm im Osten. In der mit Pilastern gegliederten Fassade, die das Portal beherbergt, steht in einer Nische im Giebel die Statue der Elisabeth. 
Das Altarretabel des Hochaltars zeigt Elisabeth, flankiert von Johannes dem Täufer, Johannes Nepomuk, Philippus und Judas Thaddäus. Die beiden Seitenaltäre zeigen die Auspeitschung des Heiland und die Unbefleckte Empfängnis. Die Orgel mit neun Registern, verteilt auf ein Manual und ein Pedal auf der Empore im Westen wurde 2001 vom Freiburger Orgelbau Hartwig und Tilmann Späth errichtet.